# Bogusław Mansfeld
Bogusław Mansfeld (ur. 1936) – pisarz, historyk sztuki, doktor sztuk pięknych, emerytowany pracownik naukowy Wydziału Sztuk Pięknych UMK w Toruniu. Specjalista w dziedzinie historii sztuki XIX i XX wieku, sztuki nowoczesnej środowiska pomorskiego (zwłaszcza Torunia) oraz w krytyce artystycznej, historii muzealnictwa i muzeologii. Autor licznych artykułów, książek i opracowań poświęconych historii muzeów, muzealników. Członek Stowarzyszenia Historyków Sztuki oddziału toruńskiego. Był wykładowcą w Szkole Wyższej im. Pawła Włodkowica w Płocku. Był wykładowcą seminarium magisterskiego Zakładu Pedagogiki Artystycznej UMK. Publikował w periodykach zajmujących się muzealnictwem i historią sztuki, m.in. „Muzealnictwo”, „Biuletyn Historii Sztuki”, „Rzeźba Polska”, „Przegląd Artystyczno-Literacki”.

## Publikacje
- 1969 Stanisław Wyspiański : próba interpretacji programu artystycznego
- 1971 Organy. Konstrukcja, ochrona, konserwacja (red.)
- 1975 Torunskij Okružnoj Muzej : pudevoditel
- 1975 Plastyka toruńska 1945-1975 (red.)
- 1976 Józef Kozłowski : retrospekcja 1930-1976 : Biuro Wystaw Artystycznych Toruń, maj 1976 (wsp.)
- 1975 Stanislaw Borysowski : " Frau" ausstellung der graphik
- 1976 Stanisław Borysowski : grafika "kobieta" : styczeń 1976, Biuro Wystaw Artystycznych, Toruń
- 1976 Budowa teatru miejskiego w Toruniu (wsp.)
- 1977 Toruń i okolice : przewodnik
- 1978 Teatr w Toruniu (wsp.)
- 1979 Zabytkoznawstwo i Konserwatorstwo VIII (red.)
- 1979 Problem podziałów chronologicznych w badaniach nad dziejami muzealnictwa polskiego na przykładzie muzeów historyczno-artystycznych w XIX w.
- 1980–1983 Zabytkoznawstwo i konserwatorstwo (red.)
- 1983 Zespół zabytkowy Chełmna
- 1985 Piotr Firlej 1911-1982 : wystawa pośmiertna
- 1990 Treści ideowe ilustracji w książkach i czasopismach Wielkiej Emigracji (1832-1862)
- 1992 Religia i powstanie w sztuce polskiej czasów porozbiorowych : (Studium z dziejów idei niepodległościowej)
- 1992 W kraju i Europie : o Józefie Czapskim
- 1994 Stary Toruń (wsp.)
- 1994 Dar jak pomnik : Pałac Kultury i Nauki im. Józefa Stalina
- 1999 Arché konserwacji zabytków architektury
- 2000 Henryk Feilhauer : precyzja i żywioł
- 2000 Muzea na drodze do samoorganizacji : Związek Muzeów w Polsce 1914-1951
- 2001 Historia Pomorza. T. 3, (1815-1850). Cz. 3, Kultura artystyczna i umysłowa
- 2003 Toruń i ziemia chełmińska
- 2006 Toruń
- 2007 Centrum Rzeźby Polskiej w Orońsku (red.)
- 2007 Adolf Ryszka – rzeźba (red.)
- 2010 Wojciech Jakubowski : miedzioryty : katalog wystawy (wsp.)
- 2018 Historia Pomorza. T. 5, (1918-1939) : Województwo pomorskie i Wolne Miasto Gdańsk. Cz. 2, Polityka i kultura (wsp.)